# Obserwatorium nad Łomnickim Stawem
Obserwatorium nad Łomnickim Stawem (słow. Astronomické observatórium na Skalnatom Plese, observatórium Skalnaté pleso) – obserwatorium astronomiczne znajdujące się nad Łomnickim Stawem, na wysokości 1786 m n.p.m.

## Historia
Budynek został wybudowany w latach 1940–1943. Pomysłodawcą i pierwszym kierownikiem (1943–1950) był czeski astronom i klimatolog Antonín Bečvář. Na jesieni 1943 r. obserwatorium mogło rozpocząć działalność. W 1950 r. powstała dodatkowa placówka w Tatrzańskiej Łomnicy, w 1960 r. zaś obserwatorium meteorologiczne na Łomnicy poszerzono o część astronomiczną. Od 1953 r. placówka nad Łomnickim Stawem jest pod opieką Słowackiej Akademii Nauk. Kierowali nią m.in. Vladimír Guth (1950–1956), Záviš Bochníček (1956–1958), Ľudmila Pajdušáková-Mrkosová (1958–1979) i Július Sýkora (po 1979). Pracował tu także w latach 1945–1950 czeski astronom Antonín Mrkos. W budynku obserwatorium znajduje się stacja meteorologiczna należąca do Instytutu Geofizycznego w Bratysławie.
Początkowe wyposażenie obserwatorium stanowiły:
- 0,6 m reflektor (f=3,29) Zeiss
- dwa małe reflektory ~0,2 m
- kilka lornetek Somet-binar 25x100[2].

W 1961 r. został zakupiony 30-centymetrowy astrograf Carl Zeiss. Używany był do obserwacji małych planet i komet oraz wyznaczania ich dokładnych pozycji. W 2001 r. astrograf został zastąpiony przez 61-centymetrowy reflektor, który został wyposażony w aparat CCD – używany jest najczęściej do fotometrii asteroid. W 1977 r. obserwatorium wyposażono w teleskop o średnicy lustra głównego 0,6 m, wyposażony w fotometr fotoelektryczny i używany do fotometrii różnego typu gwiazd zmiennych.